# Tingena compsogramma
Tingena compsogramma är en fjärilsart som först beskrevs av Edward Meyrick 1920a.  Tingena compsogramma ingår i släktet Tingena och familjen praktmalar. Inga underarter finns listade i Catalogue of Life.